# Vessers udde
Vessers udde är ett naturreservat i Linköpings kommun i Östergötlands län.
Området är naturskyddat sedan 1974 och är 7 hektar stort. Reservatet omfattar en udde i sjön Stora Rängen samt vatten utanför med Norsholmen. Reservatet består av strandskogar och igenväxande lövängar med ekar. 
Vessers udde naturreservat är ett udda litet område då det har haft tillträdesförbud sedan 1923. Området har inte rörts sedan dess och används bla.för att studera naturens förändringar.
Det är inte tillåtet att besöka detta reservat.